# Пацкан, Валерий Васильевич
Валерий Васильевич Пацкан (укр. Валерій Васильович Пацкан; род. 21 апреля 1975, село Золотарёво, Хустский район, Закарпатская область) — украинский политик, Народный депутат Украины VII и VIII созывов. Заслуженный юрист Украины (2017).

## Образование
В 1991 году окончил Золотаровскую ООШ I—III ступеней, где и получил полное среднее образование.
В 1999 году окончил юридический факультет Ужгородского государственного университета по специальности «Правоведение».
В 2005 году окончил экономический факультет Закарпатского института им. А. Волошина Межрегиональной академии управления персоналом по специальности «Банковское дело».
В 2015 году присвоена степень кандидата юридических наук по специальности «Конституционное право; муниципальное право».
С 2020 года — доктор юридических наук. Защитил докторскую диссертацию по теме: "Счётная палата как высший орган аудита Украины: современное состояние и перспективы развития".

## Трудовая деятельность
В 1995—1996 годах — проходил срочную военную службу в рядах Вооружённых сил Украины.
В 1999—2000 годах — начал свою трудовую деятельность после окончания Ужгородского государственного университета на должности главного специалиста юридического отдела Закарпатского областного территориального отделения Антимонопольного комитета Украины.
В 2000—2001 годах — занимал должность юрисконсульта в Перечинском лесокомбинате.
В 2001—2002 годах — заместитель заведующего кафедры правоведения Закарпатского института им. А. Волошина Межрегиональной академии управления персоналом.
В 2002—2004 годах — заместитель директора Ужгородского филиала ОАО «ПриватБанк».
В 2004—2008 годах — директор филиала «Закарпатская дирекция» АО «Индустриально-Экспортный Банк».
В 2008—2012 годах — генеральный директор ООО «Карат Мотор».

## Политическая деятельность
Политическую деятельность начал в 2001 году в должности председателя исполнительного комитета Закарпатской областной организации партии «Реформы и порядок».
2010 год — член партии «УДАР (Украинский Демократический Альянс за Реформы) Виталия Кличко».
В 2011—2014 годах — председатель Закарпатской областной организации партии «УДАР (Украинский Демократический Альянс за Реформы) Виталия Кличко».
2015 год — председатель Закарпатской территориальной организации партии «Блок Петра Порошенко „Солидарность“».

### Парламентская деятельность
На выборах в Верховную Раду Украины был избран народным депутатом. В парламенте возглавил Комитет Верховной Рады по вопросам прав человека, национальных меньшинств и межнациональных отношений.
На внеочередных парламентских выборах 26 октября 2014 года был избран депутатом по спискам партии «Блок Петра Порошенко». Первый заместитель председателя Комитета по вопросам прав человека, национальных меньшинств и межнациональных отношений и председатель подкомитета по связям с украинцами, проживающими за рубежом.

### Председатель Счётной палаты Украины
15 марта 2018 года избран и назначен Верховной Радой Украины Председателем Счётной палаты Украины. 10 апреля 2023 года Верховная рада Украины отправила Пацкана в отставку. 
27 июня 2024 года Верховный суд признал незаконным увольнение Валерия Пацкана с должности главы Счётной палаты и отменил соответствующее постановление Верховной Рады. Ранее 24 апреля Апелляционная палата Высшего антикоррупционного суда также признала невиновным Пацкана.
Член Национального совета по антикоррупционной политике.